# 今元村
今元村（いまもとむら）は、福岡県京都郡にあった村。現在の行橋市の一部にあたる。

## 地理
行橋平野の東端、今川の下流右岸に位置していた。周防灘に面する。
- 河川：祓川[1]

## 歴史

### 沿革
- 1889年（明治22年）4月1日 - 仲津郡金屋村、今井村、真菰村、津留村、沓尾村、元永村（字長井を除く）が合併して村制施行し、今元村が設立[1][2]。
- 1896年（明治29年）4月1日 - 郡の統合により京都郡に所属[1][3]。
- 1904年（明治37年）- 今井郵便局開局[1]
- 1912年（大正元年）- 電灯点灯[1]
- 1954年（昭和29年）10月10日 – 京都郡行橋町、蓑島村、仲津村、泉村、今川村、稗田村、延永村、椿市村と合併し市制施行して行橋市を新設し廃止された[1][2]。

### 地名の由来
今井村、元永村の冠字を組合せたもの。

## 教育
- 1889年（明治22年）- 元永に今元尋常小学校（現行橋市立今元小学校）新校舎竣工[1]
- 1901年（明治34年）- 高等科設置[1]
- 1948年（昭和23年）- 今元中学校（現行橋市立今元中学校）新校舎竣工[1]